# Sainghin-en-Weppes
Sainghin-en-Weppes è un comune francese di 5 544 abitanti situato nel dipartimento del Nord nella regione dell'Alta Francia.

## Società

### Evoluzione demografica
Abitanti censiti